# バダホス県
バダホス県（バダホスけん、スペイン語: Provincia de Badajoz）は、スペイン・エストレマドゥーラ州の県。県都はバダホス。面積は約21,766 km2とスペインの県の中で最も広い。西側はポルトガルとの国境である。
なお、エストレマドゥーラ州では州都と県都がわけられており、バダホス県内の県都はバダホスだが、エストレマドゥーラ州の州都はメリダである。アメリカ合衆国の都市であるアルバカーキは、バダホス県にあるアルブルケルケにちなんで名付けられた。

## 地理
バダホス県はスペイン西部の内陸県であり、西はポルトガルと接している。県内には国際河川であるグアディアーナ川が東から西へと流れている。グアディアーナ川沿いには、バダホス県が属しているエストレマドゥーラ州の州都であるメリダの下流側に、バダホス県の県都であるバダホスも存在する。グアディアーナ川は、バダホス付近で南西の方向に流れを変え、バダホスより下流側の暫くの区間は、ポルトガルとの自然国境となっている。なお、その後グアディアーナ川は一旦ポルトガル領内へ入り、河口付近は再びスペインとポルトガルとの自然国境となっている。
バダホス県の面積は1,766.28 2と、面積はスペインの県の中で最も広く、北側はエストレマドゥーラ州に属しているスペインの県で2番目に広いカセレス県と接している。さらに、東側はカスティーリャ＝ラ・マンチャ州に属するトレド県とシウダー・レアル県と接し、南側はアンダルシア州に属するコルドバ県、セビリア県、ウエルバ県と接している。

### 人口
| バダホス県の人口推移 1900－2010                         |
|                                                         |
| 出典:INE（スペイン国立統計局）1900年 - 1991年、1996年 - |

## 歴史
1833年スペイン地方行政区分再編ではスペイン全土に49の県が設置された。この際にバダホス県も設置され、県都はバダホスに定められた。
1939年から1975年のフランコ独裁体制化を経て、スペインの民主化移行期の1970年代末から1980年代初頭にはスペイン全土に17の自治州が設置された。1983年2月26日にはバダホス県など2県からなるエストレマドゥーラ州が発足した。

## 交通
バダホス県内の主な鉄道は、巨視的に見ると付近メリダを中心に東西南北に敷設されており、メリダから西への路線は、ほぼグアディアーナ川に沿うようにバダホスへと通じており、さらに、そのままポルトガル領内へと路線が続いている。メリダから東への路線も、途中まではグアディアーナ川に沿うように敷設されており、その後、川の流路からは外れて、シウダー・レアル県のプエルトジャーノ方面へと通じている。メリダから北への路線は、カセレス県の県都カセレスへと通じている。メリダから南への路線は、バダホス県内のサフラまで南下すると、ウエルバ方面へ向かう路線と、セビリア方面へ向かう路線とに分岐している。
高速道路は、スペインの首都マドリードを起点とするN-5号線がメリダとバダホスに通じており、これもバダホスの先でポルトガル領内へと入ってゆく。
バダホス県内にはバダホス空港が設置されている。

## 行政区画
バダホス県には164のムニシピオ（基礎自治体）がある。

### 主な自治体
| 順位 | 基礎自治体                         | 人口 (2010年) |
| ---- | ---------------------------------- | ------------- |
| 1    | バダホス                           | 150,376       |
| 2    | メリダ                             | 57,127        |
| 3    | ドン・ベニート                     | 36,227        |
| 4    | アルメンドラレホ                   | 33,975        |
| 5    | ビジャヌエバ・デ・ラ・セレーナ     | 26,111        |
| 6    | サフラ                             | 16,433        |
| 7    | モンティーホ                       | 16,279        |
| 8    | ビジャフランカ・デ・ロス・バーロス | 13,266        |
| 9    | オリベンサ                         | 11,906        |
| 10   | ヘレス・デ・ロス・カバジェーロス   | 9,980         |

### 司法管轄区

バダホス県の司法管轄区

県内は14の司法管轄区に分けられている。太字は中心自治体。
1. ビジャヌエバ・デ・ラ・セレーナ司法管轄区[5] - アセデーラ、カンパナリオ、ラ・コロナーダ、ラ・アーバ、マガセーラ、ナバルビジャール・デ・ペラ、オレジャーナ・デ・ラ・シエーラ、オレジャーナ・ラ・ビエハ、ビジャヌエバ・デ・ラ・セレーナ、ビジャール・デ・レーナ
2. アルメンドラレッホ司法管轄区[6] - アセウチャル、アルメンドラレッホ、コルテ・デ・ペレーアス、エントリン・バッホ、ノガーレス、サンタ・マルタ、ソラーナ・デ・ロス・バーロス、ビジャルバ・デ・ロス・バーロス
3. ジェレーナ司法管轄区[7] - アイジョーネス、アスアーガ、ベルランガ、カンピージョ・デ・ジェレーナ、カサス・デ・レイナ、フエンテ・デル・アルコ、グランハ・デ・トレエルモーサ、イゲーラ・デ・ジェレーナ、ジェーラ、ジェレーナ、マギージャ、マルコシナード、プエブラ・デル・マエストレ、レイナ、レタマル・デ・ジェレーナ、トラシエーラ、ウサグレ、バレンシア・デ・ラス・トーレス、バルベルデ・デ・ジェレーナ、ビジャガルシーア・デ・ラ・トーレ
4. メリダ司法管轄区[8] - アランヘ、アルフセン、カラモンテ、カルモニータ、エル・カラスカレッホ、ドン・アルバロ、エスパラガレッホ、メリダ、ミランディージャ、オリーバ・デ・メリダ、サン・ペドロ・デ・メリダ、トレメヒーア、トルヒジャーノス、バルベルデ・デ・メリダ、ビジャゴンサーロ、ラ・サルサ
5. バダホス司法管轄区[9] - ラ・アルブエーラ、アルブルケルケ、バダホス、ラ・コドセーラ、プエブロヌエボ・デル・グアディアーナ、サン・ビセンテ・デ・アルカンタラ、タラベーラ・ラ・レアル、バルデラカルサーダ、ビジャール・デル・レイ
6. オリベンサ司法管轄区[10] - アルコンチェル、アルメンドラル、チェレス、イゲーラ・デ・バルガス、オリベンサ、タリガ、トーレ・デ・ミゲル・セスメーロ、バルベルデ・デ・レガネス、ビジャヌエバ・デル・フレスノ
7. サフラ司法管轄区[11] - アルコネーラ、アタラージャ、ビエンベニーダ、ブルギージョス・デル・セロ、カレーラ・デ・レオン、カルサディージャ・デ・ロス・バーロス、フェリア、フエンテ・デ・カントス、ラ・ラパ、メディーナ・デ・ラス・トーレス、モネステリオ、モンテモリン、ラ・モレーラ、ラ・パーラ、プエブラ・デ・サンチョ・ペレス、ロス・サントス・デ・マイモーナ、バレンシア・デル・ベントーソ、サフラ
8. ヘレス・デ・ロス・カバジェーロス司法管轄区[12] - バルカロータ、ヘレス・デ・ロス・カバジェーロス、オリーバ・デ・ラ・フロンテーラ、サルバレオン、サルバティエラ・デ・ロス・バーロス、バレンシア・デル・モンブエイ、バジェ・デ・マタモーロス、バジェ・デ・サンタ・アナ、サイーノス
9. エレーラ・デル・ドゥーケ司法管轄区[13] - バテルノ、カサス・デ・ドン・ペドロ、カスティルブランコ、エスパラゴーサ・デ・ラーレス、フエンラブラーダ・デ・ロス・モンテス、ガルバジュエーラ、ガルリートス、エレチョーサ・デ・ロス・モンテス、エレーラ・デル・ドゥーケ、プエブラ・デ・アルコセール、リスコ、サンクティ＝スピリトゥス、シルエーラ、タラルビアス、タムレッホ、バルデカバジェーロス、ビジャルタ・デ・ロス・モンテス
10. カストゥエーラ司法管轄区[14] - ベンケレンシア・デ・ラ・セレーナ、カベサ・デル・ブエイ、カピージャ、カストゥエーラ、エスパラゴーサ・デ・ラ・セレーナ、イゲーラ・デ・ラ・セレーナ、マルパルティーダ・デ・ラ・セレーナ、モンテルビオ・デ・ラ・セレーナ、ペニャルソルド、ペラレーダ・デル・サウセッホ、キンターナ・デ・ラ・セレーナ、バジェ・デ・ラ・セレーナ、サラメーア・デ・ラ・セレーナ、サルサ＝カピージャ
11. ドン・ベニート司法管轄区[15] - クリスティーナ、ドン・ベニート、グアレーニャ、マンチータ、メデジン、メンガブリル、レーナ、サンタ・アマリア、バルデトーレス
12. フレヘナル・デ・シエーラ司法管轄区[16] - ボドナル・デ・ラ・シエーラ、カベサ・ラ・バカ、フレヘナル・デ・シエーラ、フエンテス・デ・レオン、イゲーラ・ラ・レアル、セグーラ・デ・レオン、バルベルデ・デ・ブルギージョス
13. モンティーホ司法管轄区[17] - アロージョ・デ・サン・セルバン、コルドビージャ・デ・ラカラ、ラ・ガロビージャ、ロボン、モンティーホ、ラ・ナバ・デ・サンティアーゴ、プエブラ・デ・ラ・カルサーダ、プエブラ・デ・オバンド、ラ・ロカ・デ・ラ・シエラ、トレマジョール
14. ビジャフランカ・デ・ロス・バーロス司法管轄区[18] - フエンテ・デル・マエストレ、イノホーサ・デル・バジェ、オルナーチョス、パローマス、プエブラ・デ・ラ・レイナ、プエブラ・デル・プリオール、リベーラ・デル・フレスノ、ビジャフランカ・デ・ロス・バーロス